# Brachhausen
Brachhausen ist einer aus einer Hofschaft hervorgegangene Ortschaft in Leichlingen (Rheinland) im Rheinisch-Bergischen Kreis.

## Lage und Beschreibung
Der Ort liegt östlich von Witzhelden im Einzugsbereich der Sengbachtalsperre unmittelbar an der Stadtgrenze zu Solingen. Nachbarorte sind neben dem Höhendorf Witzhelden Nüsenhöfen, Bern, Neuenhof, Meie, Flamerscheid, Kuhle, Altenbach, Höhscheid und Hölverscheid.
Bei Brachhausen entspringen der Fühlenbergsiefen und der Kesselbach, beides Zuläufe des Hammersbach.

## Geschichte
Brachhausen wurde erstmals in den Jahren 1218/31 als de Brachusen urkundlich erwähnt, dann wieder 1389. Der Ortsname bezieht sich auf ein Brachland. Die Karte Topographia Ducatus Montani aus dem Jahre 1715 zeigt einen Hof unter dem Namen Braghusen. Im 18. Jahrhundert gehörte der Ort zum Kirchspiel Witzhelden im bergischen Amt Miselohe. Die Topographische Aufnahme der Rheinlande von 1824 und die Preußische Uraufnahme von 1844 verzeichnen den Ort beide als Brachhausen.
1815/16 lebten 48 Einwohner im Ort. 1832 gehörte Brachhausen dem Kirchspiel Witzhelden der Bürgermeisterei Burscheid an. Der laut der Statistik und Topographie des Regierungsbezirks Düsseldorf als Hofstadt kategorisierte Ort besaß zu dieser Zeit neun Wohnhäuser und 14 landwirtschaftliche Gebäude. Zu dieser Zeit lebten 42 Einwohner im Ort, allesamt evangelischen Glaubens.
Aufgrund der Gemeindeordnung für die Rheinprovinz erhielt 1845 das Kirchspiel Witzhelden den Status einer Gemeinde, schied aus der Bürgermeisterei Burscheid aus und bildete ab 1850 eine eigene Bürgermeisterei. Im Gemeindelexikon für die Provinz Rheinland werden 1885 acht Wohnhäuser mit 58 Einwohnern angegeben. 1895 besitzt der Ort neun Wohnhäuser mit 52 Einwohnern, 1905 sechs Wohnhäuser und 42 Einwohner.
Am 1. Januar 1975 wurde die Gemeinde Witzhelden mit Brachhausen in Leichlingen eingemeindet.
Die beiden Fachwerkhäuser Brachhausen 4 und 5 stehen unter der Denkmalschutz.